# Telefonía móvil en Honduras
La telefonía móvil en el mundo comenzó en la década de los años ochenta, en la república de Honduras los primeros teléfonos móviles o celulares empezaron a funcionar en la siguiente década (60s).

## Comienzos de la telefonía móvil en Honduras
La empresa nacional de telecomunicaciones Hondutel, en la administración del presidente Carlos Roberto Reina le otorgó un contrato a la compañía Lucent Technologies de AT&T (American Telephone and Telegraph), para instalar el sistema Advanced Mobile Phone System (AMPS) en el corredor de las dos ciudades más importantes del país como lo son: Tegucigalpa-San Pedro Sula, sin embargo en ese mismo año el Congreso Nacional, le otorgó a una empresa privada de telefonía móvil la concesión para explotar la telefonía celular, y se le prohíbe a Hondutel vender este producto a pesar que algunos funcionarios del gobierno ya hacían uso del sistema de la Empresa Estatal, esto produjo que Hondutel en todo este tiempo no haya avanzado en este campo y en la actualidad este prácticamente en bancarrota. Las últimas opciones estuvieron al dar concesiones para redes 4G pero el Congreso Nacional de Honduras prefirió las compañías telefónicas privadas. Al tercer trimestre de 2016, Honduras registraba que de cada 100 hondureños 89 poseen una línea de teléfono celular móvil, el total de abonados de ésta telefonía móvil se encuentra en 591,277 en modalidad pospago y 7,143,671 en modalidad de prepago (92.36%) según informes de la Comisión Nacional de Telecomunicaciones (CONATEL).

## Primer operador nacional
La telefonía móvil en Honduras inicia e 1996, durante el periodo de gobierno de Carlos Roberto Reina, cuando nace la primera compañía de telefonía celular Celtel utilizando la banda de 850Mbsp; MHz, analógica, la cual posteriormente pasa a ser Tigo.

### Tigo
Tigo fue lanzado en Honduras en agosto de 2004, como parte de un proceso de integración de la marca nacional Celtel con las internacionales, siendo el mayor operador de telefonía móvil del país. Cuenta con casi 5 millones de usuarios; Tigo compite con el operador regional Claro de América Móvil con servicios sobre redes AMPS/CDMA y GSM/GPRS, ambas en 850 MHz. Tigo cuenta también con la tecnología 3G y 4G.

## Claro
En 2001, se crea la segunda compañía de telefonía celular Megatel operando la banda de 1800 MHz, después cambió su nombre a Aló y posteriormente pasa a ser Claro.
Claro, esta marca fue lanzada en El Salvador, Honduras y Nicaragua en septiembre de 2006 como un proceso de agrupación de las marcas PCS Digital, Aló, Personal y Enitel que operaban en la región. Claro fue la primera empresa en lanzar la tecnología 3.5G con cobertura en Tegucigalpa, San Pedro Sula, Comayagüela, Puerto Cortés y La Ceiba. Claro además cuenta con la tecnología GSM 1800 MHz y servicios de valor agregado de 3G/EDGE/GPRS internet móvil y televisión por cable digital.

## Hondutel
El 16 de julio de 2007 durante el gobierno del Presidente José Manuel Zelaya Rosales, la Empresa Hondureña de Telecomunicaciones Hondutel, lanza oficialmente el servicio PCS móvil en la ciudad capital con el nombre de Tegucel utilizando tecnología GSM en 1900 MHz, dicho servicio es el comienzo de la empresa estatal en el campo de telefonía móvil, con un costo de llamada de un lempira por minuto. Ahora Hondutel cuenta con cobertura en las ciudades principales de Honduras con las marcas Tegucel, Sulacel, Ceibacel, Olanchocel y Copancel, con cobertura limitada debido a la topografía del territorio nacional hondureño.

## Digicel
En 2008, entra al país la empresa Digicel la cual opera en la banda 1900 MHz. Esta telefonía empezó ofreciendo excelentes promociones y una gran gama de teléfonos celulares a bajos precios. En 2012 Claro anuncia una unión con esta compañía, y unos meses después Digicel se convierte en Claro, por lo que los usuarios de Digicel ahora son de Claro.

## Asesinatos por robo de celulares
El delito de asesinato ha aparecido en el mundo como un fenómeno acompañado con la telefonía celular, es el caso, que en las leyes hondureñas existe una "laguna" para tipificar dicho delito; en la que un individuo quita la vida a otra, para robarle el teléfono móvil, estas terminales móviles celulares robadas en su mayoría son utilizados para realizar llamadas de extorsionadores a empresarios y personas, entre otras. Se sabe, que el uso de un terminal o móvil celular utiliza una red de antenas del operador, lo cual deja un claro y visible rastro de quien utiliza dicho aparato, la mayoría de teléfonos inteligentes utilizan un software y aplicación integral con la cual se puede fotografiar el rostro del usuario, por medio de la cámara frontal del aparato.     